# Dduje Paravise (brano musicale)
Dduje Paravise è una canzone in napoletano pubblicata nel 1925, musicata da E. A. Mario e scritta da Ciro Parente.

## Storia
Alla fine della Prima Guerra Mondiale, la città di Napoli era ancora popolata da numerosi posteggiatori, musicisti ambulanti che allietavano le trattorie locali con l'esecuzione di celebri canzoni napoletane accompagnate dal suono di chitarre e mandolini. Questi artisti venivano compensati con offerte volontarie da parte dei clienti. Tuttavia, la loro attività iniziò a declinare rapidamente per l'avvento dei mezzi di diffusione sonora, in particolare le trasmissioni radiofoniche, e l'introduzione di una tassa da parte della SIAE, che richiedeva il pagamento di un contributo per ogni brano eseguito.
Il celebre compositore napoletano E.A. Mario affrontò il tema del declino dei posteggiatori con la composizione della canzone Dduje Paravise, su versi di Ciro Parente. Il testo narra la storia di due vecchi musicisti napoletani, definiti "maestri 'e cuncertino", che decidono di suonare in Paradiso. Dopo essere stati accolti da San Pietro, si esibiscono con il loro repertorio di canzoni napoletane per i santi, i quali li pregano di restare per sempre. Tuttavia, i due artisti iniziano a sentire la nostalgia della loro città, esprimendo il desiderio di tornare a Napoli, descritta come il loro vero "paradiso".
La canzone ebbe un grande successo, diffondendosi rapidamente e diventando parte integrante del repertorio classico della canzone napoletana. A lanciarla fu Luisella Viviani, sorella di Raffaele Viviani. Tra i suoi celebri interpreti vi furono Fausto Cigliano, Sergio Bruni, Giacomo Rondinella, Massimo Ranieri e Mario Merola, e fu ripresa da numerosi posteggiatori napoletani.
In origine, l’autore del testo, Ciro Parente, aveva concluso la sua composizione con il verso E ‘n’atu Paraviso nun ce sta (“E un altro Paradiso non c’è”) e non con ‘O Paraviso nuosto è chillu lla ("Il nostro paradiso è quello"). Ma successivamente, E. A. Mario, preoccupato dalla reazione di alcuni parroci che avevano accusato la canzone di blasfemia, fece modificare il passaggio incriminato.

## Testo
Dduje viecchie prufessure ‘e cuncertino,

nu juorno, nun avevano che fá.

Pigliájeno ‘a chitarra e ‘o mandulino

e, ‘nParaviso, jèttero a suná.

Ttuppe-ttù… “San Pié’, arapite,

ve vulimmo divertí”.

“Site ‘e Napule? Trasite,

e facitece sentí”.

“V’avimm’ ‘a fá sentí doje, tre canzone,

ca tutt’ ‘o Paraviso ha da cantá.

Suspire ‘e vase, Museca ‘e passione,

rrobba ca sulo a Napule se fa.

E ‘a sera, ‘nParaviso, se sunaje

e tutt’ ‘e Sante jèttero a sentí.

‘O repertorio nun ferneva maje:

“Carmela, ‘o Sole mio, Maria Marí'”.

“Ah, San Pié’, chesti ccanzone,

sulo Napule ‘e ppò fá,

arapite stu barcone.

‘A sentite ‘sta cittá?

E, sott’ ‘o sole e ‘a luna, vuje sentite

sti vvoce, ca só’ voce ‘e giuventù.

Si po’ scennite llá, nun ‘o ccredite?

Vuje, ‘nParaviso, nun turnate cchiù.

Ma, doppo poco, da ‘a malincunía

‘e viecchie se sentettero ‘e pigliá.

Suffrévano nu poco ‘e nustalgía

e, a Napule, vulèttero turná.

“Mo, San Pié’, si permettite,

nuje v’avimm”a salutá”.

“Site pazze! Che dicite?

Nun vulite restá ccá?”

“Nuje simmo ‘e nu paese bello e caro

ca tutto tène e nun se fa lassá.

Pusìlleco, Surriento, Marechiaro.

‘O Paraviso nuosto è chillu llá”.